# Фенисский замок
Фенисский замок (итал. Castello di Fénis, фр. Château de Fénis) — средневековый замок, расположенный в коммуне Фенис автономной области Валле-д’Аоста, Италия. Благодаря живописной архитектуре и великолепной сохранности замок служит популярной туристической достопримечательностью региона.

## История
Впервые замок упоминается в документе 1242 года как собственность семейства Шаллан (фр. Challant), графов аостских. С 1320 по 1420 год замок был поэтапно расширен до существующего вида.
Замок принадлежал семейству Шаллан до 1716 года, когда последний владелец был вынужден его продать за долги. После этого замок пришёл в упадок, использовался как сельское жильё, служил конюшней и сараем.
В 1895 году архитектор Альфредо д'Андраде (порт. Alfredo d'Andrade) приобрёл его и инициировал восстановление повреждённых построек. В следующем году замок был объявлен национальным памятником. В 1935 году завершилась вторая реставрационная кампания, и замок окончательно обрёл нынешний вид. Тогда же помещения были обставлены старинной мебелью, которую приобрели на рынке антиквариата.
Сегодня замок принадлежит автономной области Валле-д’Аоста и служит музеем.

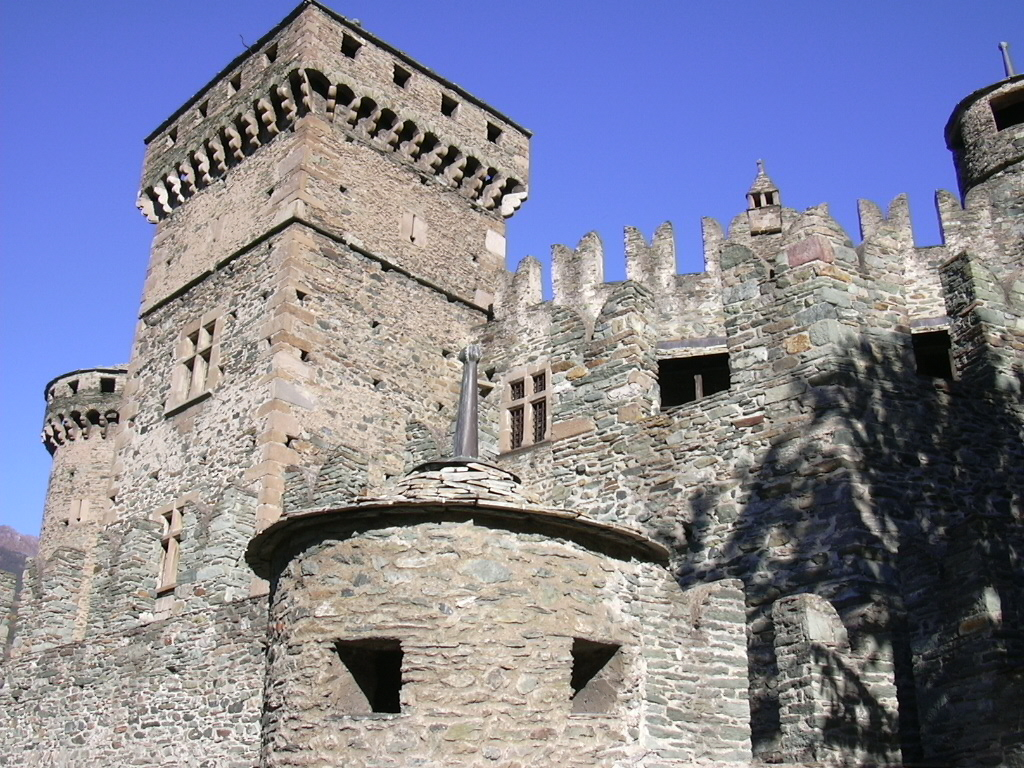
Фенисский замок

## Описание
Замок расположен в 15 километрах к востоку от города Аоста на вершине небольшого холма. Донжон имеет пятиугольную форму, с башнями по углам. Он окружен двойной зубчатой стеной с несколькими сторожевыми башнями.

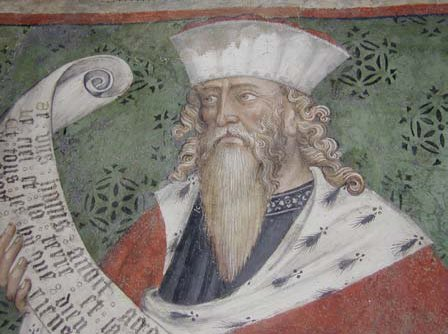
Фрагмент фрески на стене во дворе замка

На внутренний двор выходят два яруса деревянных балконов с богатой настенной росписью на старофранцузском языке XV века. В покои со двора ведёт полукруглая каменная лестница. 
Замок имеет три этажа: на первом этаже находится столовая, оружейная комната, кухня, цистерна для сбора дождевой воды и другие служебные помещения. На втором этаже находятся комнаты хозяев и капелла, также украшенная фресками. На третьем этаже (закрыт для посещения) расположены комнаты слуг.

## В массовой культуре
В замке Фенис в 1985 году снималась комедия Фраккия против Дракулы.